# Eadburh
Eadburh (Oudengels Ēadburh), ook wel gespeld als Eadburg, (fl. 787-802) was de dochter van koning Offa van Mercia en koningin Cynethryth.
Ze was de vrouw van koning Beorhtric van Wessex, en volgens Asser had ze haar echtgenoot per ongeluk vermoord met gif. Ze vluchtte naar het Frankische Rijk, waar haar de kans werd geboden om met Karel de Grote te trouwen, maar ze vergooide deze kans. In plaats daarvan werd ze aangesteld als de abdis van een klooster. Hier zou ze ontucht gehad hebben met een Engelse balling. Als gevolg hiervan werd ze uiteindelijk verbannen uit het klooster en eindigde haar dagen bedelend in de straten van Pavia.

## Familie
Eadburh was de dochter van koning Offa en zijn koningin, Cynethryth. Ze was een van de vijf kinderen, vier van hen waren meisjes.